# NGC 2019
NGC 2019 је збијено звјездано јато у сазвежђу Трпеза које се налази на NGC листи објеката дубоког неба.
Деклинација објекта је - 70° 9' 35" а ректасцензија 5h 31m 56,7s. Привидна величина (магнитуда) објекта NGC 2019 износи 10,9. NGC 2019 је још познат и под ознакама ESO 56-SC145.